# Elisabetta Mattana
Elisabetta Mattana (Monza, 7 settembre 1936 – ...) è stata una lunghista italiana.
Dal 10 giugno 1956 al 24 maggio 1959 è stata detentrice del record italiano femminile di salto in lungo con la misura di 5,80 m.

## Record nazionali
- Salto in lungo: 5,80 m ( Genova, 10 giugno 1956)